# Шарп, Шейдон
Шейдон Шарп (англ. Shaedon Sharpe; род. 30 мая 2003, Лондон, Онтарио) — канадский профессиональный баскетболист клуба НБА «Портленд Трэйл Блэйзерс».

## Школьная карьера
Шарп играл в баскетбол в средней школе Аш Би Бил в своём родном городе Лондон, Онтарио, и привёл свою команду к участию в Федерации школьных спортивных ассоциаций Онтарио. Он переехал в Христианскую академию Санрайз в Бель-Эйре, штат Канзас. В юношеском сезоне Шарп перешёл в христианскую школу Дрим Сити в Глендейле, штат Аризона, где взял на себя ведущую роль. Он выступал за UPLAY Canada в любительском спортивном союзе, наставником которого был Дуэйн Вашингтон.

## Карьера в колледже
Шарп рано окончил среднюю школу с намерением провести свой первый год в «Кентукки» и сыграть в сезоне 2022/2023. 7 февраля 2022 года главный тренер Джон Калипари объявил, что Шарп не будет играть за команду в сезоне 2021–22 после слухов, что он сыграет и примет участие в драфте НБА 2022 года, на который он имел право. 21 апреля Шарп подал заявку на участие в драфте 2022 года, отказавшись от оставшегося права на поступление в колледж, не сыграв ни одной игры.

## Карьера в НБА

### Портленд Трэйл Блэйзерс (2022—н.в.)
Шарп был выбран под седьмым номером на драфте НБА 2022 года командой «Портленд Трэйл Блэйзерс». Он и Беннедикт Матурин стали единственными канадцами, выбранные в первом раунде драфта того года. 1 июля 2022 года он подписал свой масштабный контракт новичка с «Трэйл Блэйзерс». 8 июля во время своего дебюта в Летней лиге НБА Шарп получил травму плеча менее чем через шесть минут игры. Позже МРТ выявила небольшой разрыв на левом плече, и Шарп не смог сыграть до конца Летней лиги. 19 октября 2022 года он дебютировал в НБА, набрав 12 очков в победной игре над «Сакраменто Кингз» (115:108). 29 марта 2023 года, проиграв «Сакраменто Кингз», Шарп набрал 30 очков, 7 подборов и 7 передач и присоединился к Леброну Джеймсу, Кевину Дюранту и Луке Дончичу как единственные подростки, когда-либо достигшие таких показателей в игре.
9 февраля 2024 года Шарп перенёс операцию на брюшной полости. 9 апреля 2024 года команда объявила, что Шарп пропустит оставшуюся часть сезона .
30 сентября 2024 года Шарп был допущен к тренировочному лагерю после перенесённой операции на брюшной полости.
19 января 2025 года в победном матче против «Чикаго Буллз» Шарп был выведен из стартовой пятерки главным тренером клуба Чонси Биллапсом из-за небрежного отношения в обороне. Игрок набрал 23 очка, 4 подбора и 3 передачи за 33 минуты.

## Карьера за сборную
В 2019 году Шарп представлял Канаду на юношеском чемпионате Америки в Бразилии. Он набирал в среднем 13 очков, 3,7 подбора и 2,3 передачи, и помог своей команде выиграть серебряную медаль.

## Статистика

### Статистика в НБА
| Сезон                                                                                    | Команда  | Регулярный сезон | Регулярный сезон | Регулярный сезон | Регулярный сезон | Регулярный сезон | Регулярный сезон | Регулярный сезон | Регулярный сезон | Регулярный сезон | Регулярный сезон | Регулярный сезон | Серия плей-офф | Серия плей-офф | Серия плей-офф | Серия плей-офф | Серия плей-офф | Серия плей-офф | Серия плей-офф | Серия плей-офф | Серия плей-офф | Серия плей-офф | Серия плей-офф |
| Сезон                                                                                    | Команда  | GP               | GS               | MPG              | FG%              | 3P%              | FT%              | RPG              | APG              | SPG              | BPG              | PPG              | GP             | GS             | MPG            | FG%            | 3P%            | FT%            | RPG            | APG            | SPG            | BPG            | PPG            |
| ---------------------------------------------------------------------------------------- | -------- | ---------------- | ---------------- | ---------------- | ---------------- | ---------------- | ---------------- | ---------------- | ---------------- | ---------------- | ---------------- | ---------------- | -------------- | -------------- | -------------- | -------------- | -------------- | -------------- | -------------- | -------------- | -------------- | -------------- | -------------- |
| 2022/23                                                                                  | Портленд | 80               | 15               | 22,2             | 47,2             | 36,0             | 71,4             | 3,0              | 1,2              | 0,5              | 0,3              | 9,9              | Не участвовал  | Не участвовал  | Не участвовал  | Не участвовал  | Не участвовал  | Не участвовал  | Не участвовал  | Не участвовал  | Не участвовал  | Не участвовал  | Не участвовал  |
| 2023/24                                                                                  | Портленд | 32               | 25               | 33,1             | 40,6             | 33,3             | 82,4             | 5,0              | 2,9              | 0,9              | 0,4              | 15,9             | Не участвовал  | Не участвовал  | Не участвовал  | Не участвовал  | Не участвовал  | Не участвовал  | Не участвовал  | Не участвовал  | Не участвовал  | Не участвовал  | Не участвовал  |
| 2024/25                                                                                  | Портленд | 72               | 52               | 31,3             | 45,2             | 31,1             | 78,5             | 4,5              | 2,8              | 0,9              | 0,2              | 18,5             | Не участвовал  | Не участвовал  | Не участвовал  | Не участвовал  | Не участвовал  | Не участвовал  | Не участвовал  | Не участвовал  | Не участвовал  | Не участвовал  | Не участвовал  |
|                                                                                          | Всего    | 184              | 92               | 27,7             | 44,9             | 33,0             | 77,9             | 3,9              | 2,1              | 0,7              | 0,3              | 14,3             | Не участвовал  | Не участвовал  | Не участвовал  | Не участвовал  | Не участвовал  | Не участвовал  | Не участвовал  | Не участвовал  | Не участвовал  | Не участвовал  | Не участвовал  |
| Наведите курсор мыши на аббревиатуры в заголовке таблицы, чтобы прочесть их расшифровку. |          |                  |                  |                  |                  |                  |                  |                  |                  |                  |                  |                  |                |                |                |                |                |                |                |                |                |                |                |